# Chamni (huyện)
Chamni (tiếng Thái: ชำนิ) là một huyện (‘‘amphoe’’) ở phía trung của tỉnh Buriram, đông bắc Thái Lan.

## Địa lý
Các huyện giáp ranh (từ phía bắc theo chiều kim đồng hồ) là Lam Plai Mat, Mueang Buriram, Nang Rong, Nong Ki và Nong Hong của tỉnh Buriram.

## Lịch sử
Tiểu huyện (King Amphoe) đã được thành lập ngày 1 tháng 4 năm 1992, khi 5 tambon Chamni, Cho Phaka, Laluat, Mueang Yang và Nong Plong được tách khỏi Nang Rong. Đơn vị này đã được nâng thành huyện ngày 5 tháng 12 năm 1996.

## Hành chính
Huyện này được chia thành 6 phó huyện (tambon), các đơn vị này lại được chia thành 64 làng (muban). Không có khu vực đô thị (thesaban, và 6 tổ chức hành chính tambon (TAO).
| Số TT | Tên         | Tên tiếng Thái | Số làng | Dân số |  |
| ----- | ----------- | -------------- | ------- | ------ |  |
| 1.    | Chamni      | ชำนิ            | 8       | 4.644  |  |
| 2.    | Nong Plong  | หนองปล่อง       | 10      | 5.480  |  |
| 3.    | Mueang Yang | เมืองยาง        | 14      | 7.248  |  |
| 4.    | Cho Phaka   | ช่อผกา          | 13      | 6.856  |  |
| 5.    | Laluat      | ละลวด          | 11      | 5.759  |  |
| 6.    | Khok Sanuan | โคกสนวน        | 8       | 3.659  |  |